# اچ‌ام‌اس لوک‌اوت (جی۳۲)
اچ‌ام‌اس لوک‌اوت (جی۳۲) (به انگلیسی: HMS Lookout (G32)) یک کشتی بود که طول آن ۳۶۲٫۵ فوت (۱۱۰٫۵ متر) بود. این کشتی در سال ۱۹۴۰ ساخته شد.